# Pantaleón Mendoza
Pantaleón Mendoza (Bogotá, 1855-Sibaté, 1910) fue un pintor y retratista colombiano. Es considerado junto a Epifanio Garay como uno de los grandes retratistas académicos de Colombia, aunque su obra es relativamente reducida debido a una larga enfermedad que lo obligó a recluirse en el sanatorio de Sibaté. Allí pintó varias de sus obras, entre las que figuran "Cabeza de Loca" y "El Grito", un óleo que guarda paralelismos con la obra del mismo nombre pintada por el artista noruego Edvard Munch. 
En 1874 obtuvo un premio en una exposición local. Fue nombrado profesor de la Escuela de Bellas Artes por su maestro Alberto Urdaneta.

## Formación
Estudió pintura con Alberto Urdaneta y con el artista mexicano Felipe Santiago Gutiérrez.
En 1883 fue enviado a España como adjunto a la Legación de Colombia. En la capital española realizó estudios en la Academia de San Fernando, en donde conoció las obras de los grandes maestros españoles y reprodujo varias copias de Velásquez. En 1886 expuso algunas de sus obras ejecutadas en Europa, entre ellas "Plaza Antigua de Mercado" y la copia de Velásquez, "Fragua de Vulcano".

## Obra
Los contrastes lumínicos y el color sobrio de sus composiciones recuerdan su formación española. Sus principales trabajos son retratos.
- Margarita Quevedo de Pulido Villafañe
- Concepción Quevedo Arvelo
- Pilar Mendoza
- Tulia Suárez de Umaña

En el Museo Nacional de Colombia se encuentran los siguientes:
- Catalina Mendoza
- Joaquín Mosquera
- Manuel Bohórquez
- Cabeza de Loca

En la Academia Colombiana de Historia:
- Retrato del Sabio Caldas.

En la colección de arte del Banco de la República:
- Nicolás Pereira Gamba